# Cissus campestris
Cissus campestris är en vinväxtart som beskrevs av Jules Émile Planchon. Cissus campestris ingår i släktet Cissus och familjen vinväxter. Inga underarter finns listade i Catalogue of Life.